# شوشانوفکا
شوشانوفکا (به لاتین: Shushanovka) یک منطقهٔ مسکونی در روسیه است که در داغستان واقع شده‌است.